# 9040 Flacourtia
9040 Flacourtia este un asteroid din centura principală de asteroizi.

## Descriere
9040 Flacourtia este un asteroid din centura principală de asteroizi. A fost descoperit pe 18 ianuarie 1991 la Observatoire de Haute-Provence de Eric Walter Elst. Asteroidul prezintă o orbită caracterizată de o semiaxă mare de 3,07 ua, o excentricitate de 0,13 și o înclinație de 0,6° în raport cu ecliptica.